# Панке-Нума
Панке-Нума (яп. パンケ沼) — солоноватоводное дистрофное озеро на западном побережье северной части японского острова Хоккайдо. Административно располагается на территории посёлка Хоронобе, входящего в состав округа Соя в префектуре Хоккайдо. Относится к бассейну реки Тесио-Гава, впадающей в Японское море.
Озеро Панке-Нума морского происхождения. Имеет округлую форму. Находится в заболоченном междуречье. Площадь озера составляет 3,48 км² (по другим данным — 3,55 км²). Наибольшая глубина — 3,6 м, средняя — 1 м. Протяжённость береговой линии — 7,3 км. Сообщается с рекой Саробецу-Гава на западе, и её левым притоком Оннебецу-Гава — на северо-востоке.
Входит в состав национального парка Рисири-Рёбун-Саробэцу (категория МСОП — II), основанного 1974 году.